# Đập Long Than
Đập Long Than (tiếng Trung giản thể: 龙滩大坝) là một đập trọng lực bê tông đầm lăn (RCC) trên sông Hồng Thủy ở  Khu tự trị dân tộc Choang Quảng Tây, Trung Quốc, một nhánh của Tây Giang và Châu Giang. Đập cao 216.2 mét  và dài 849 mét, là đập bê tông cao nhất trên thế giới .Đập có bảy đập tràn, hai cửa xả đáy và một nhà máy điện ngầm. Thang máy nâng tàu Longtan, một phần của tổ hợp đập, sẽ là hệ thống nâng tàu cao nhất thế giới.

## Xây dựng
Con đập đã được lên kế hoạch xây dựng vào những năm 1950. Đập chính thức được khởi công xây dựng vào  tháng 7 năm 2001. Năm 2009, tổ máy phát điện cuối cùng đi vào hoạt động và nâng tổng công suất lắp đặt lên 6,426 MW, sản lượng điện hàng năm ước tính đạt 18.7 TWh.